# 阿索斯城堡

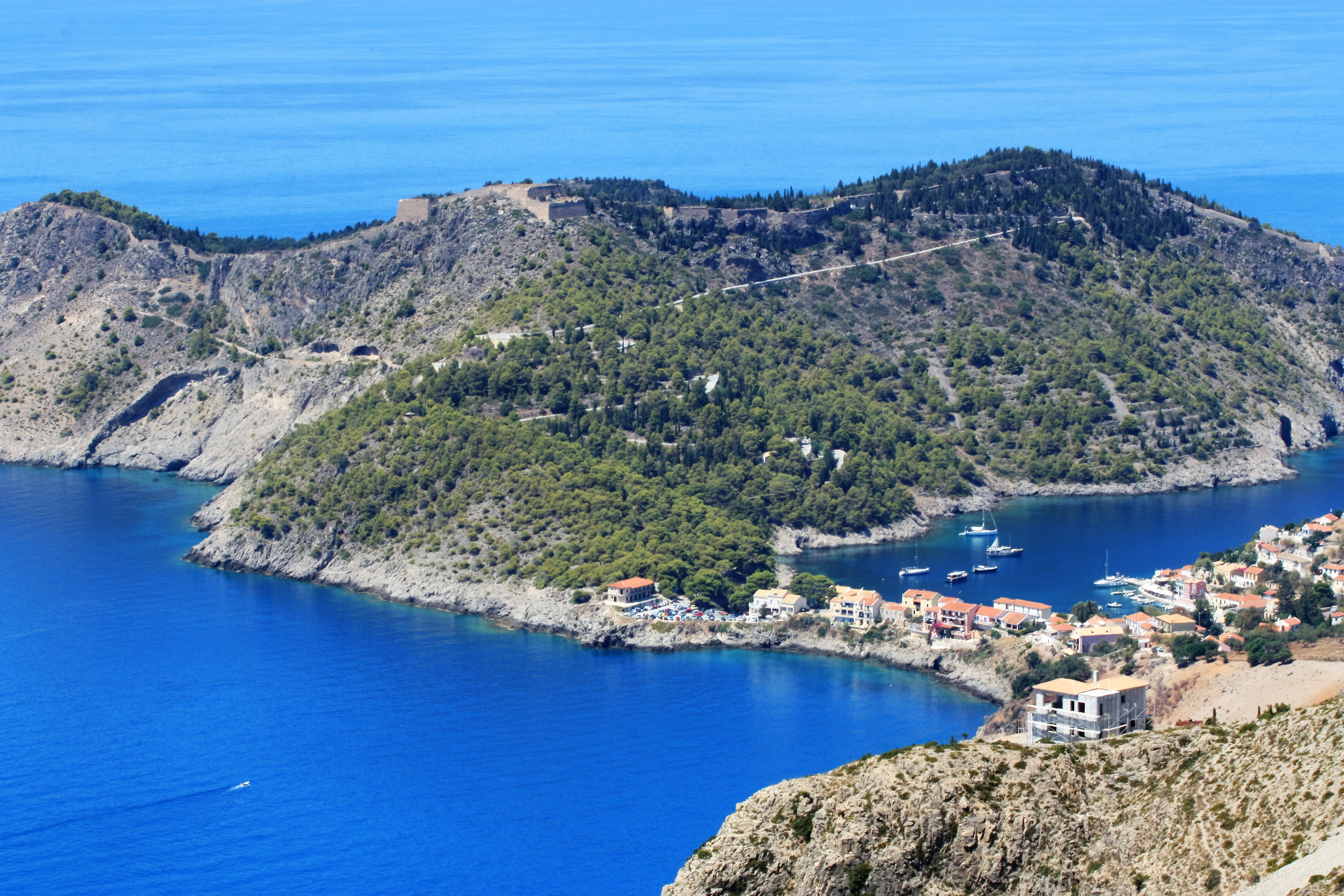

阿索斯城堡（羅馬化：Kastro tis Assou）是希臘的一座城堡，位於希臘西部凱法利尼亞島。這座城堡由威尼斯人修建。這座城堡現在免費對公眾開放。